# Spoorlijn Ensisheim - Habsheim
De Spoorlijn Ensisheim - Habsheim was een Duitse spoorlijn in het huidige Frankrijk van Ensisheim naar Habsheim. De lijn was 20,8 km lang.

## Geschiedenis
De spoorlijn werd door de Deutsches Heer geopend als militaire lijn op 21 augustus 1916 als verbinding van Colmar naar het zuiden om Mulhouse te vermijden. Na de Eerste Wereldoorlog werd de verbinding stilgelegd en vervolgens opgebroken.

## Aansluitingen
In de volgende plaatsen is of was er een aansluiting op de volgende spoorlijnen:
Ensisheim
RFN 121 000, spoorlijn tussen Colmar-Sud en Bollwiller
Île-Napoléon
RFN 124 000, spoorlijn tussen Mulhouse-Ville en Müllheim
Habsheim
RFN 115 000, spoorlijn tussen Strasbourg-Ville en Saint-Louis